# アミュプラザ
アミュプラザ（AMU PLAZA）は、九州旅客鉄道（JR九州）が九州各都市のターミナル駅で展開する駅ビル型商業施設・ファッションビル。
同系列の複合商業施設には「えきマチ1丁目」などがあるが、アミュプラザは主要都市のファッションビル形式の駅ビル再開発事業にあてられる。

## 概要
1998年3月14日に1号店が小倉駅ビル内に開業。その後、2000年のアミュプラザ長崎を皮切りに、九州内主要都市の駅ビル再開発事業で開業した大規模複合商業施設の名称として用いられ、2022年現在で佐賀県以外の6県に7施設が営業している。いずれの施設も、入居する駅ビルを管理するJR九州グループの駅ビル管理会社が運営している。2019年4月1日、アミュプラザを運営する5社を含めた駅ビル事業を統括する中間持ち株会社として、JR九州駅ビルホールディングスが設立。全ての駅ビル管理会社は同社の子会社となる。2020年2月4日に、「アミュプラザみやざき」・「アミュプラザくまもと」の運営会社2社を新規設立した。
なお、1号店の小倉は、他施設の開業後も「アミュプラザ」という名称であったが、2009年に正式名称を「アミュプラザ小倉」に変更している。
アミュプラザという名称は、「楽しませる」という意味の英語の"AMUSE"と、"PLAZA"から名付けられた。"アミュ"という略称で呼ばれる事も多い。
アミュプラザのシンボルマークは、グラフィックデザイナーの原田進が製作を担当。"AMU"の3文字を図案化してヤジロベエを表したものである。なお、博多以降に開業した施設においては、このシンボルマークは使用されていない。
- アミュプラザおおいたは、JRおおいたシティ独自のシンボルマークを使用していたが共通のロゴマークに変更している。
- アミュプラザみやざき、アミュプラザくまもとは、共通のロゴマークを使用。鹿児島、長崎においても、大規模改装や新館の増築時に施設内の看板等に、みやざき、くまもとと同じロゴマークを採用している。

また、2010年代半ばより、広告や館内掲示物、商品券等において「AMU（＋地名の英語表記）」のロゴマークを用いるようになった。アミュプラザ博多が2014年3月の開業3周年の広告展開から用いるようになったもので、2020年春頃より、全てのアミュプラザにおいて、このロゴマークが使用されている。

## 施設
| 名前                 | 所在地            | 併用施設                                     | 開業日                                                                        | 運営                | 商業フロア                                                            | 売場面積                                                           | 店舗数                                                        | 備考       |
| -------------------- | ----------------- | -------------------------------------------- | ----------------------------------------------------------------------------- | ------------------- | --------------------------------------------------------------------- | ------------------------------------------------------------------ | ------------------------------------------------------------- | ---------- |
| アミュプラザ小倉     | 福岡県 北九州市   | 小倉駅駅ビル内                               | 1998年3月14日                                                                 | (株) JR小倉シティ   | 地上8階 - 地下3階                                                     | 約16,000m²                                                         | 180店舗                                                       | [ 備考 1 ] |
| アミュプラザ長崎     | 長崎県 長崎市     | 長崎駅駅ビル内                               | （本館） 2000年9月21日 （新館） 2023年11月10日                                | (株) JR長崎シティ   | （本館） 地上5階 （新館） 地上5階                                     | （本館） 約23,300m² （新館） 約21,700m²                            | （本館） 約150店舗 （新館） 86店舗                            | [ 備考 2 ] |
| アミュプラザ鹿児島   | 鹿児島県 鹿児島市 | 鹿児島中央駅駅ビル内およびJR鹿児島中央ビル内 | （本館） 2004年9月17日 （プレミアム館） 2014年9月26日 （AMUWE） 2023年4月14日 | (株) JR鹿児島シティ | （本館） 地上6階 - 地下1階 （プレミアム館） 地上7階 （AMUWE） 地上3階 | （本館） 約33,000m² （プレミアム館） 約5,000m² （AMUWE） 約2,600m² | （本館） 約215店舗 （プレミアム館） 約20店舗 （AMUWE） 16店舗 |            |
| アミュプラザ博多     | 福岡県 福岡市     | 博多駅駅ビル JR博多シティ内                  | 2011年3月3日                                                                  | (株) JR博多シティ   | 地上10階 - 地下3階                                                    | 約38,400m²                                                         | 221店舗                                                       |            |
| アミュプラザおおいた | 大分県 大分市     | 大分駅駅ビル JRおおいたシティ内              | 2015年4月16日                                                                 | (株) JR大分シティ   | 地上4階                                                               | 約31,000m²                                                         | 183店舗                                                       | [ 備考 3 ] |
| アミュプラザみやざき | 宮崎県 宮崎市     | JR宮交ツインビル および宮崎駅高架下内        | （ひむか きらめき市場） 2020年10月14日 （うみ館・やま館） 2020年11月20日      | (株) JR宮崎シティ   | （うみ館） 地上7階 （やま館） 地上6階 （JR宮崎駅高架下） 地上1階      | 約18,800m²                                                         | 97店舗                                                        | [ 備考 4 ] |
| アミュプラザくまもと | 熊本県 熊本市     | 熊本駅駅ビル JRくまもとシティ内              | 2021年4月23日                                                                 | (株) JR熊本シティ   | 地上7階                                                               | 約49,000㎡                                                         | 186店舗                                                       | [ 備考 5 ] |

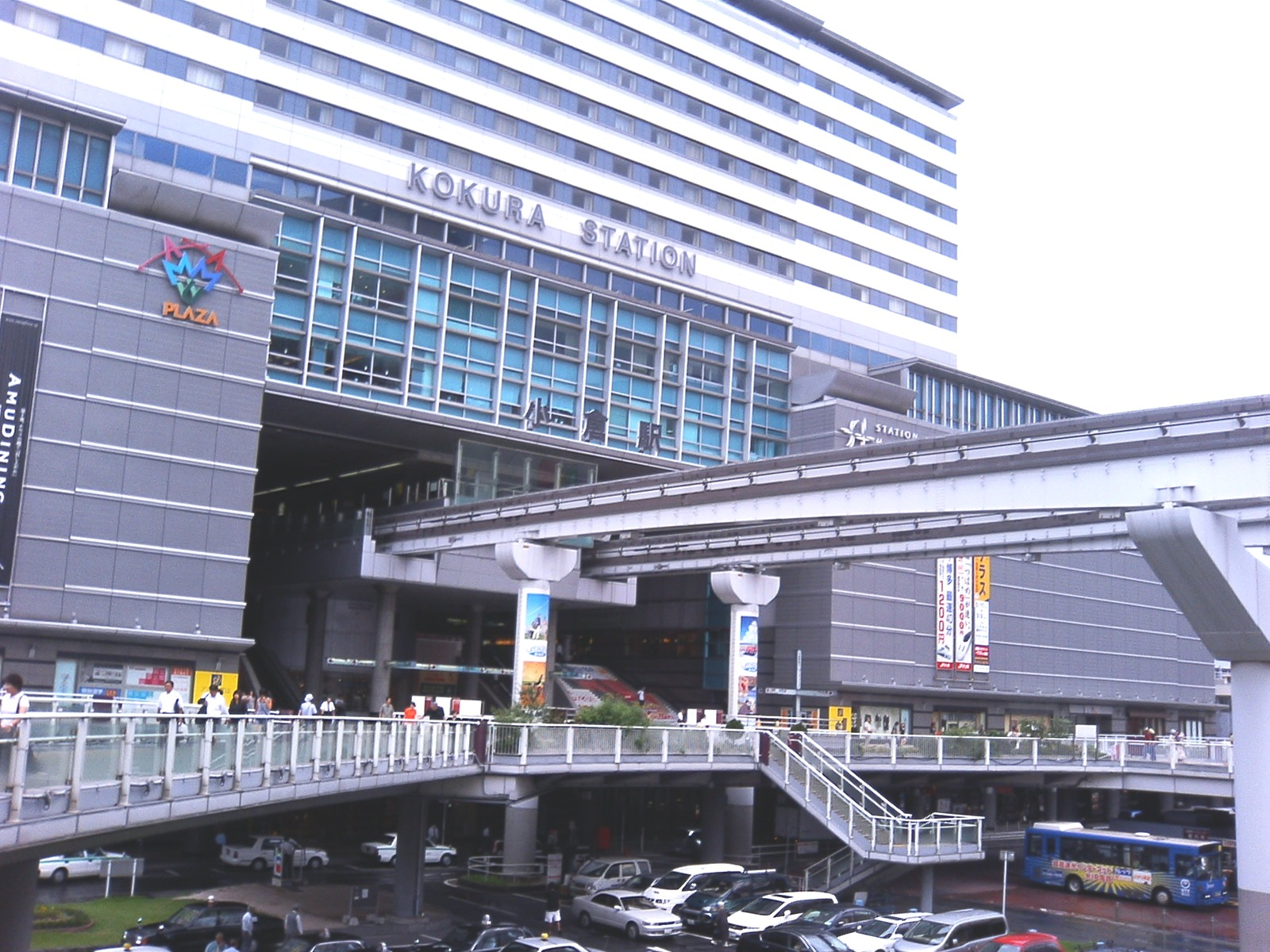
小倉
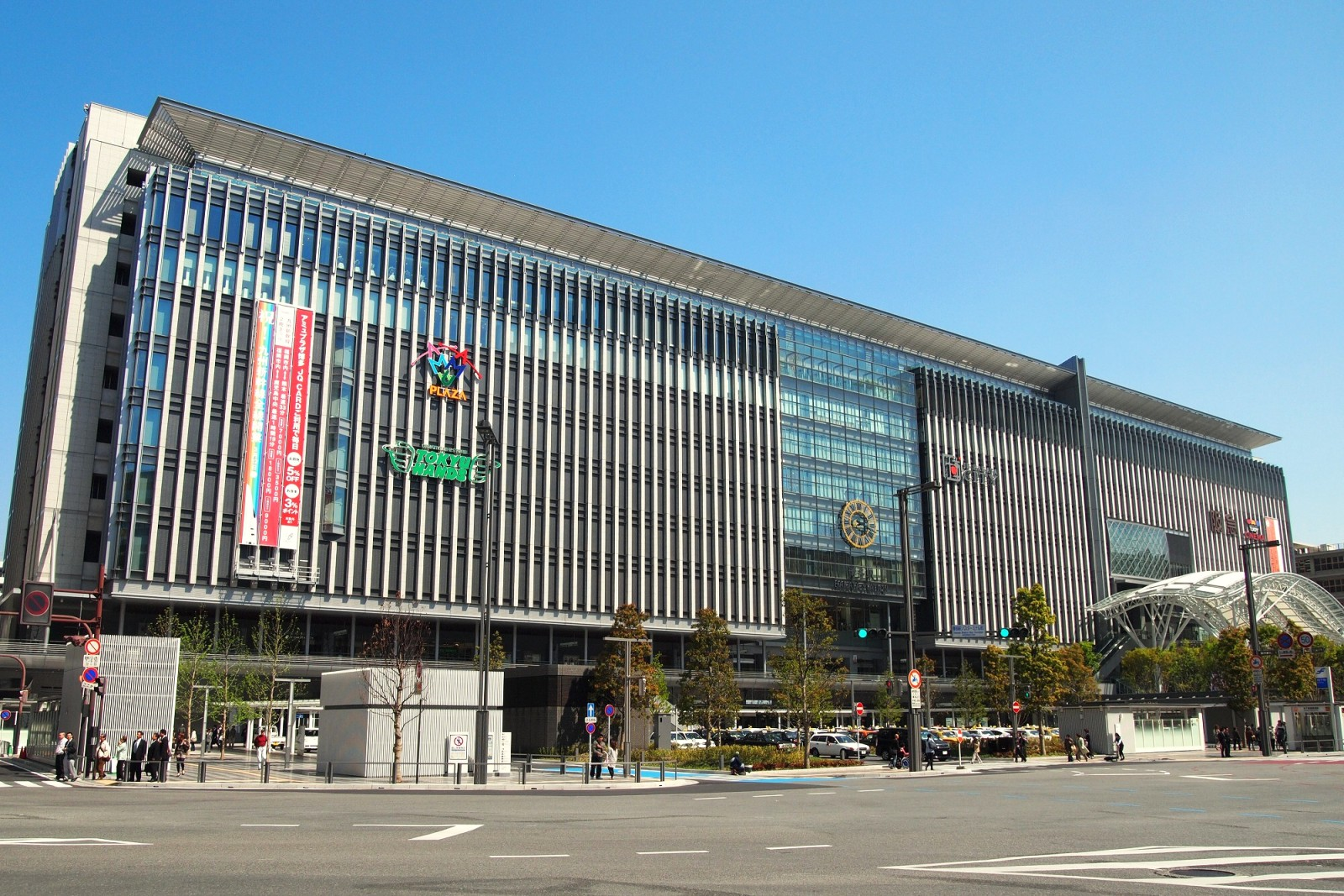
博多
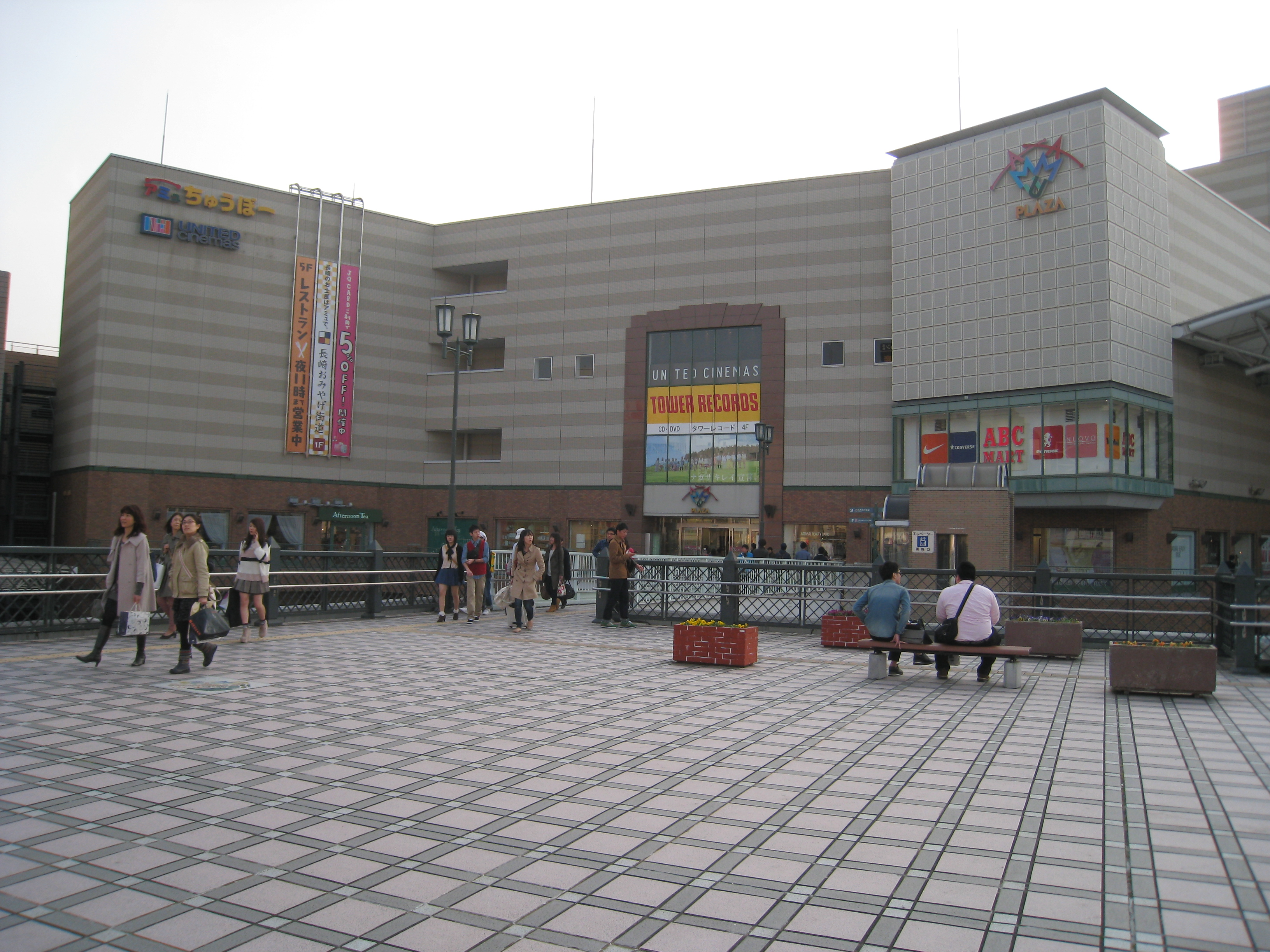
長崎
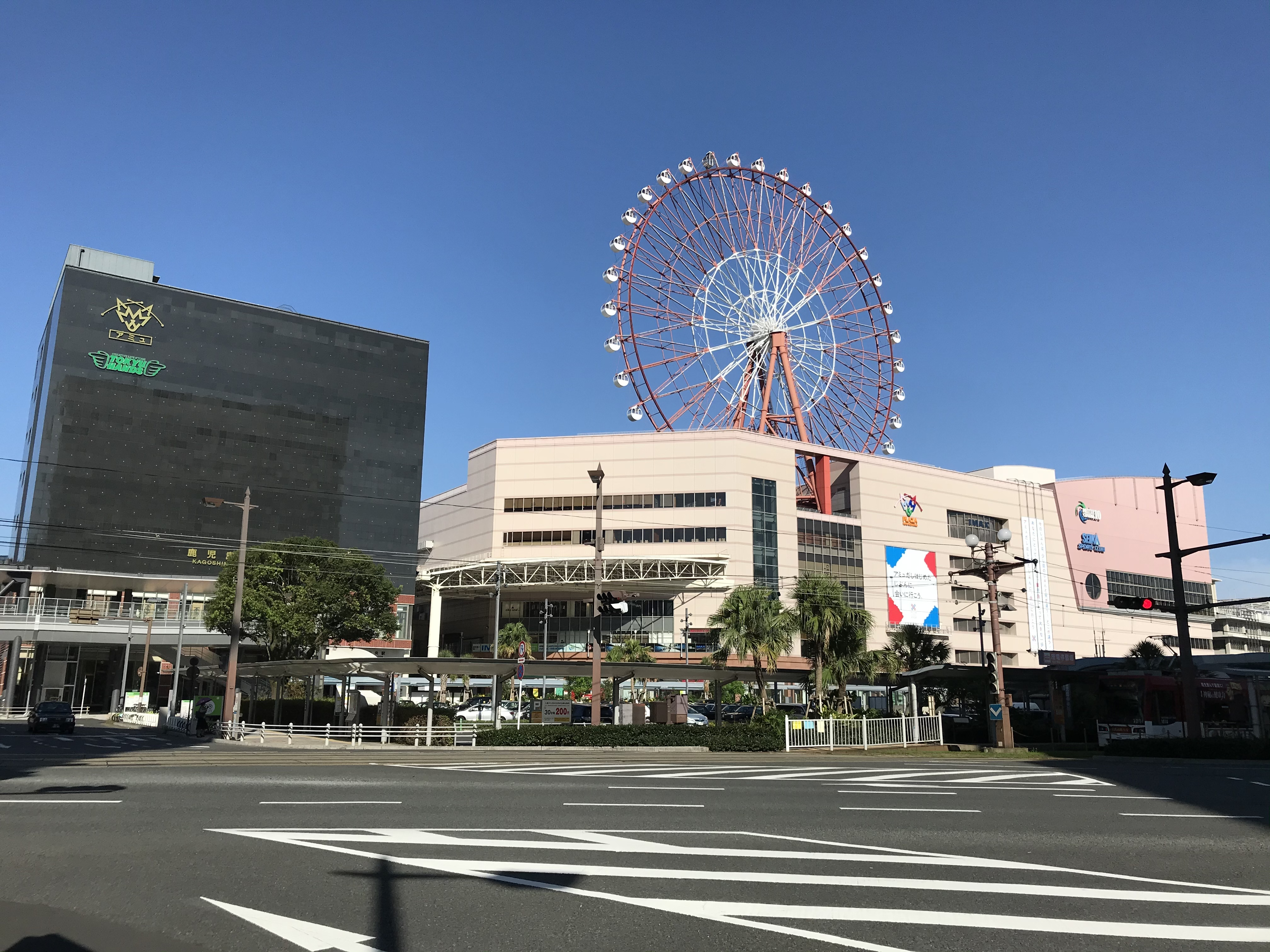
鹿児島 （左側がプレミアム館、右側が本館）
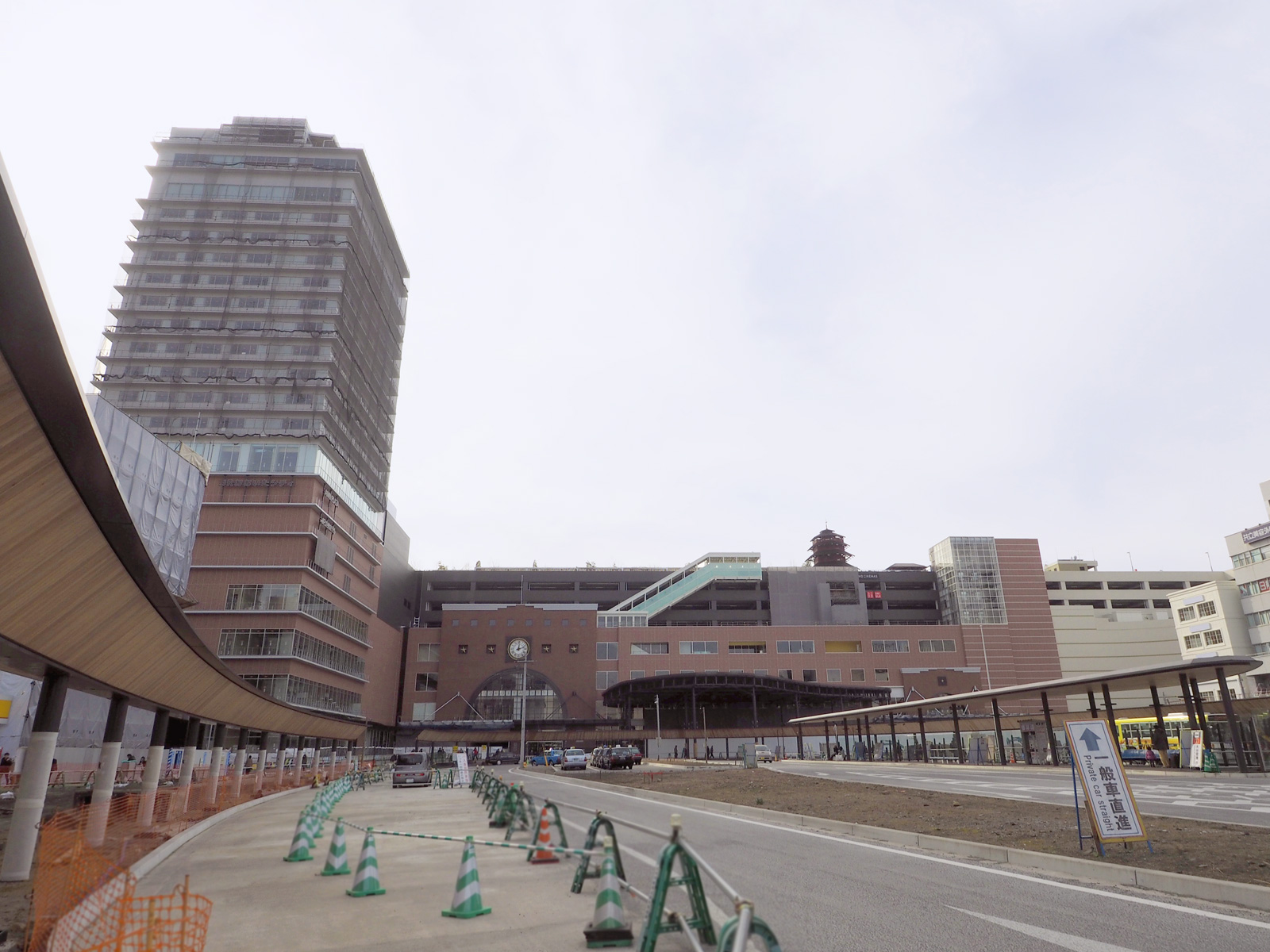
おおいた
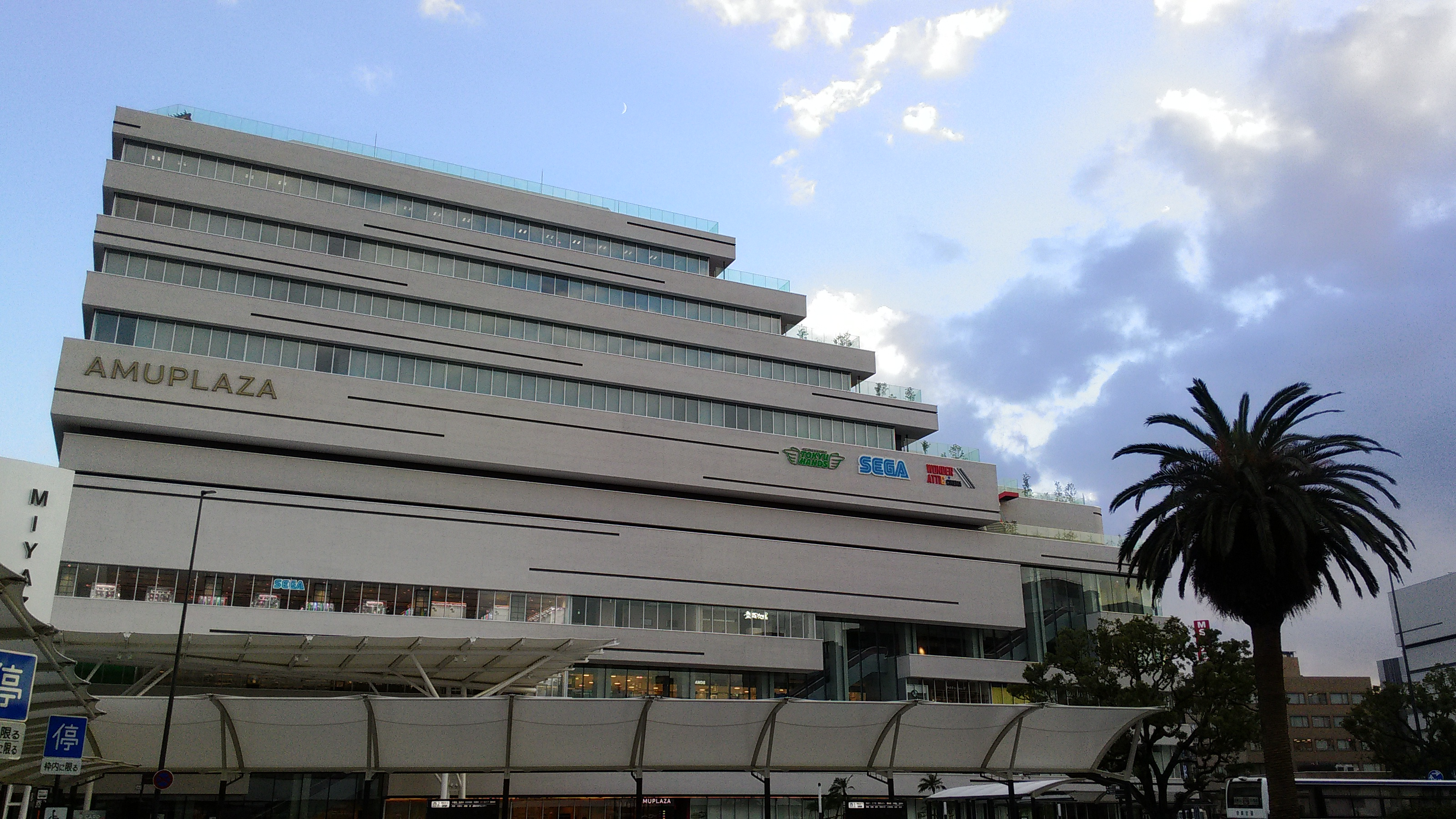
みやざき（うみ館）
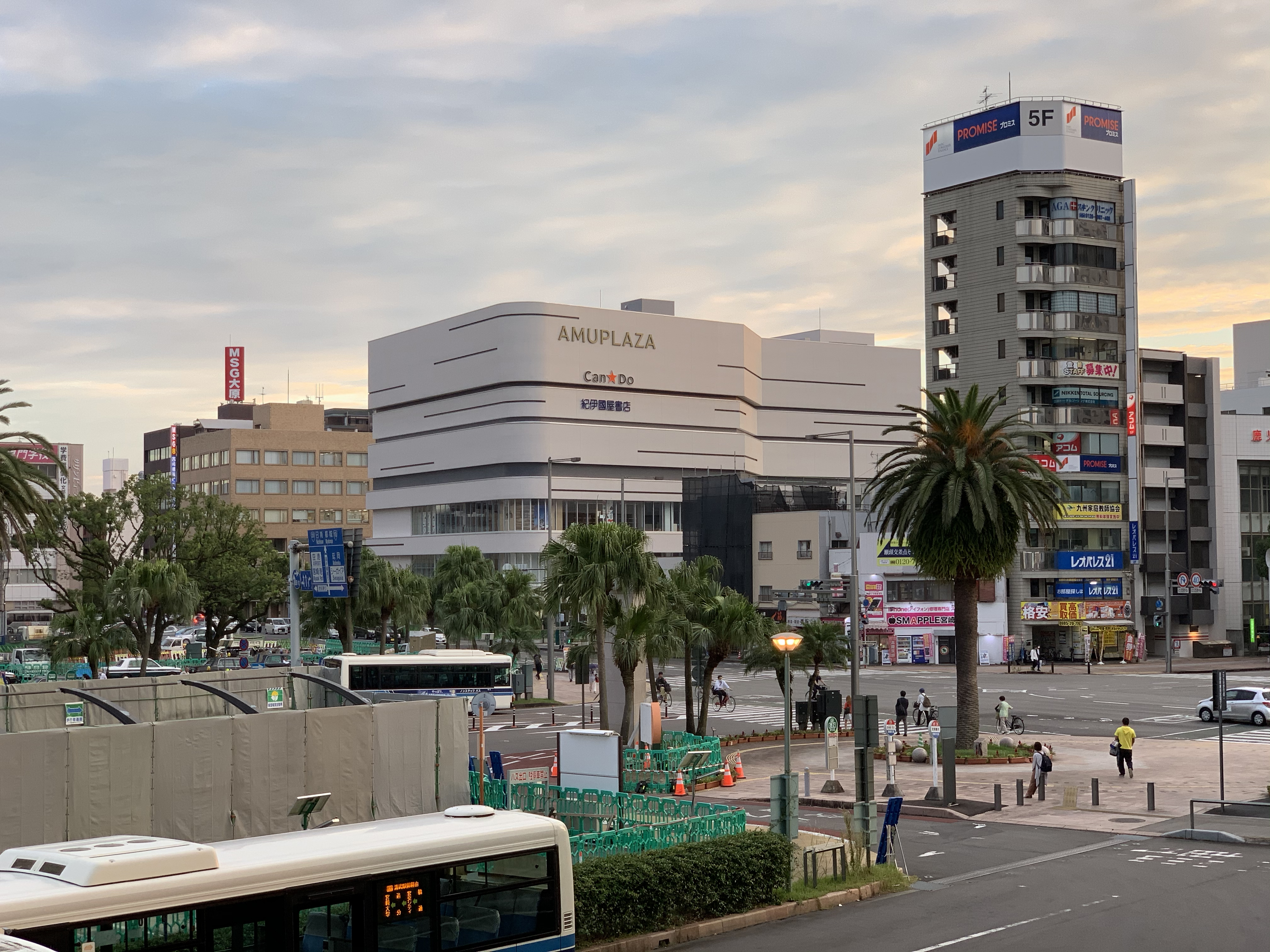
みやざき（やま館）
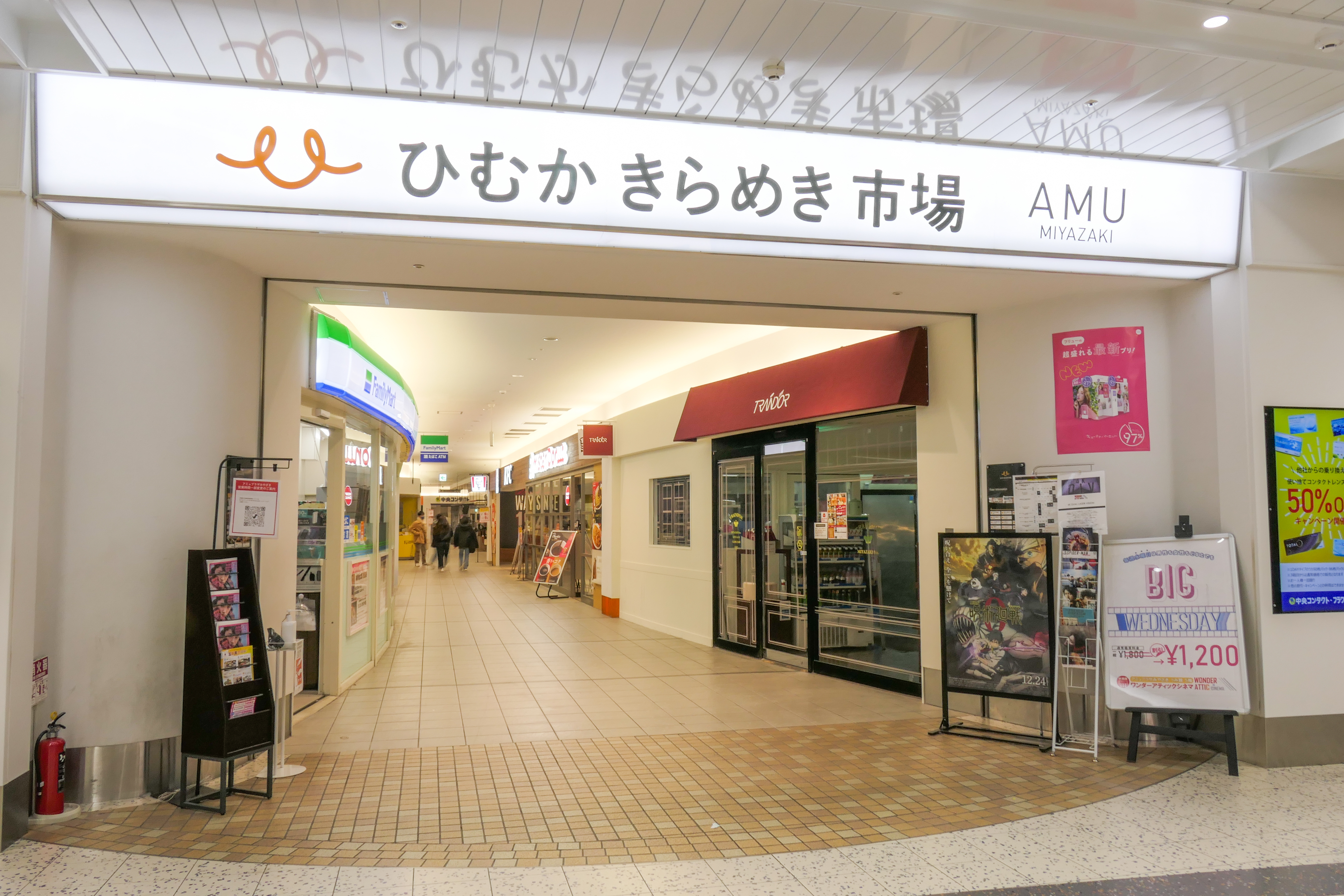
みやざき（ひむか きらめき市場）
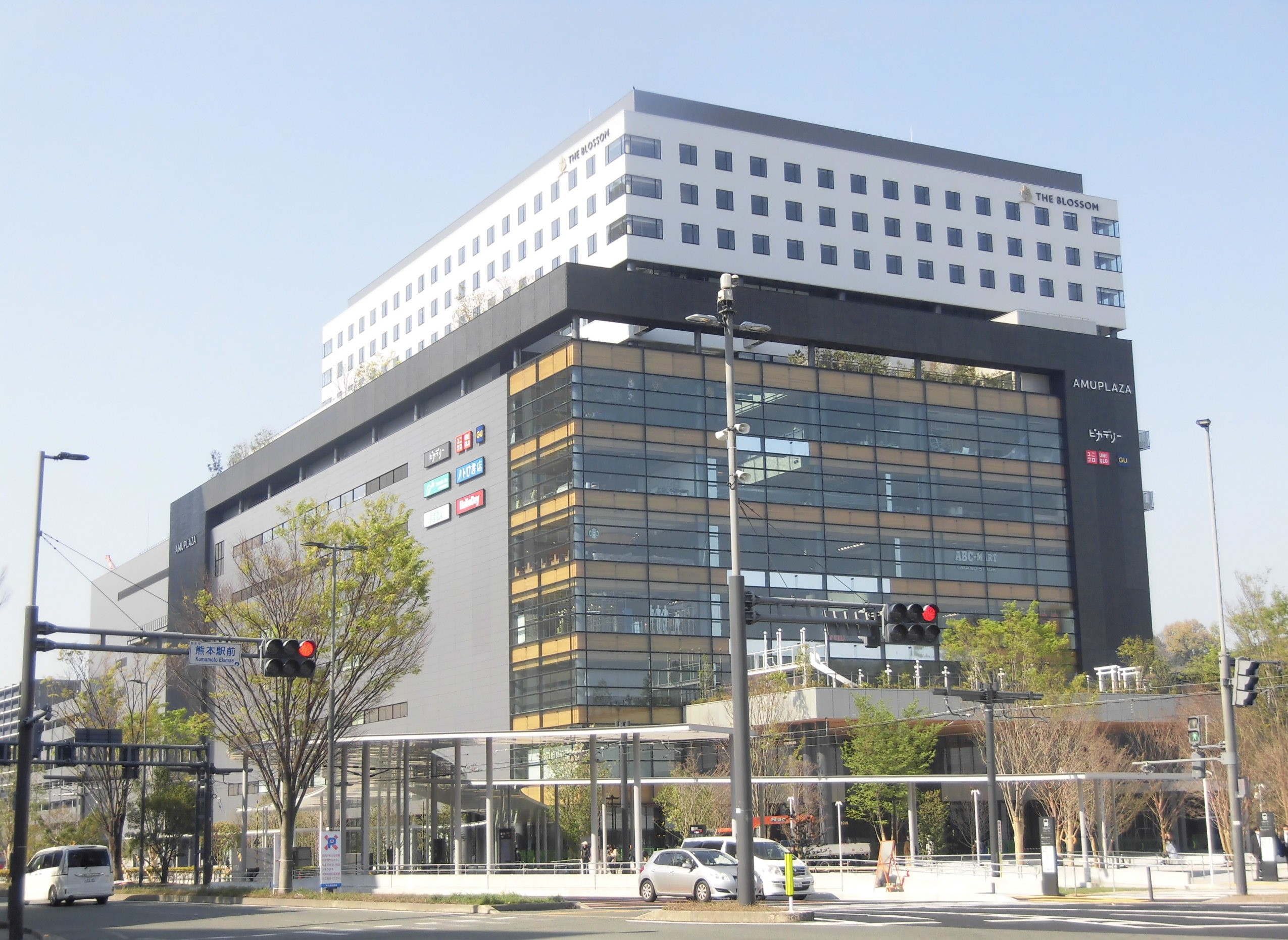
くまもと（JR熊本駅ビル）
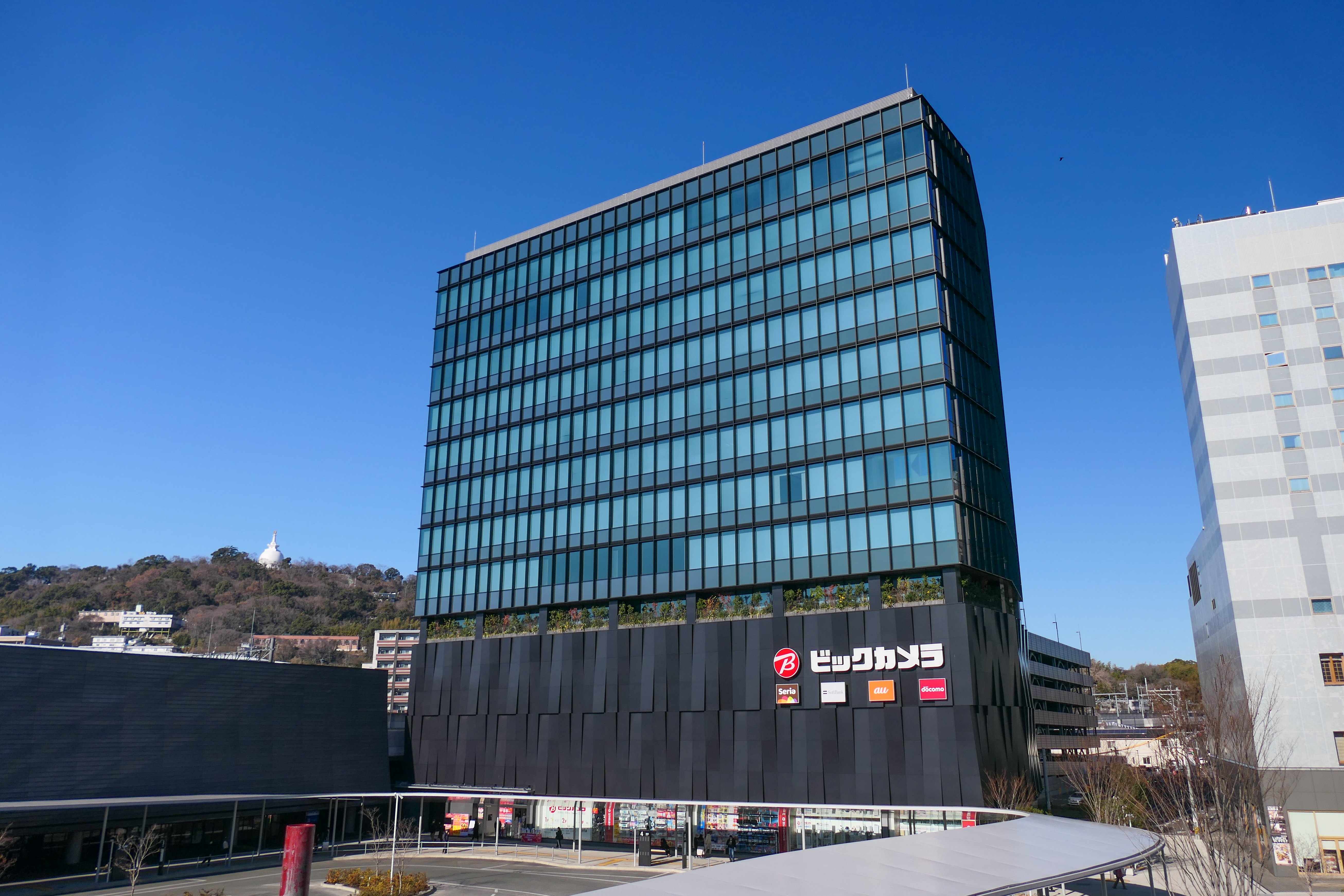
くまもと（JR熊本白川ビル）